# Pass Lunghin
Der Pass Lunghin ⓘ auf 2644 m ü. M. ist ein Gebirgspass im Schweizer Kanton Graubünden und hat als Schnittpunkt dreier kontinentaler Wasserscheiden eine besondere geografische Bedeutung. Über ihn führen verschiedene Wanderrouten. 
Lunghin soll auf den italienischsprachigen Familiennamen Longhini zurückgehen.

## Europäischer Hauptwasserscheidepunkt
|  | Hauptartikel: Wasserscheiden in den Alpen Am Pass Lunghin befindet sich der wichtigste Wasserscheidepunkt des europäischen Festlands (ausserhalb Russlands), da sich hier die Wasserscheiden zwischen den drei grössten Meeren treffen, die Europa umgeben (Europäische Hauptwasserscheide). Das Wasser fliesst durch folgende Gewässer: - nach Norden: Julia – Albula – Hinterrhein – Rhein – Nordsee/Atlantischer Ozean - nach Süden: Maira/Mera – Comer See – Adda – Po – Adria/Mittelmeer - nach Osten: Lunghinsee – Inn – Donau – Schwarzes Meer |

Auch wenn dies gelegentlich behauptet wird, befindet sich der Wasserscheidepunkt nicht genau auf der Passhöhe, sondern etwa 150 Meter weiter nördlich. An dieser Stelle zweigt vom Grat zwischen Piz Grevasalvas und Piz Lunghin / Piz dal Sasc ein Bergrücken nach Westen über den Motta da Sett (2637 m ü. M.) zum Septimerpass ab, der die Gebiete von Julia und Maira trennt. Somit hat der Wasserscheidepunkt auch nichts mit dem Pass an sich zu tun, sondern befindet sich nur "zufällig" in dessen Nähe.

## Lage und Umgebung
Der Pass liegt in den Albula-Alpen, nordwestlich unterhalb des Piz Lunghin, verbindet das Oberengadin mit dem Septimerpass und trennt den Piz Lunghin vom Piz Grevasalvas. Auf dem Pass befindet sich die Gemeindegrenze zwischen Bregaglia und Surses. Nordöstlich unterhalb des Passes befindet sich der Lägh dal Lunghin (Lunghinsee), der mit seinen Zuflüssen als Quelle des Inns (hier En genannt) gilt.

## Zugänge
Der Pass Lunghin wird oft beim Übergang von Maloja nach Bivio oder bei der Überschreitung vom Avers über die Forcellina ins Oberengadin begangen. Streckenteile führen über den thematischen Wanderweg Senda Segantini, der die späten Brennpunkte der Arbeit des Malers Giovanni Segantini verbindet.

### Sommerrouten

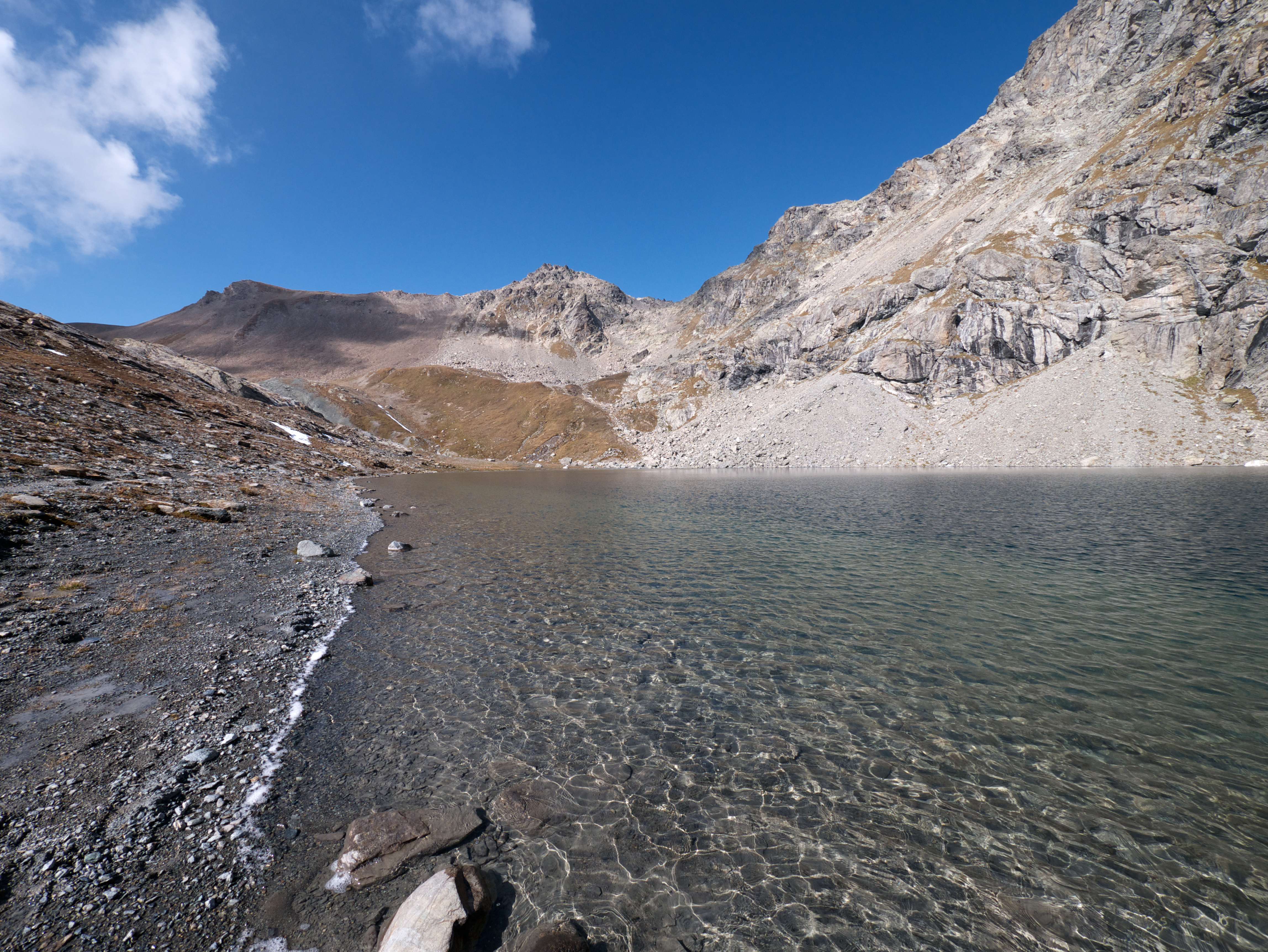
Der Pass (links oben) vom Lunghinsee gesehen

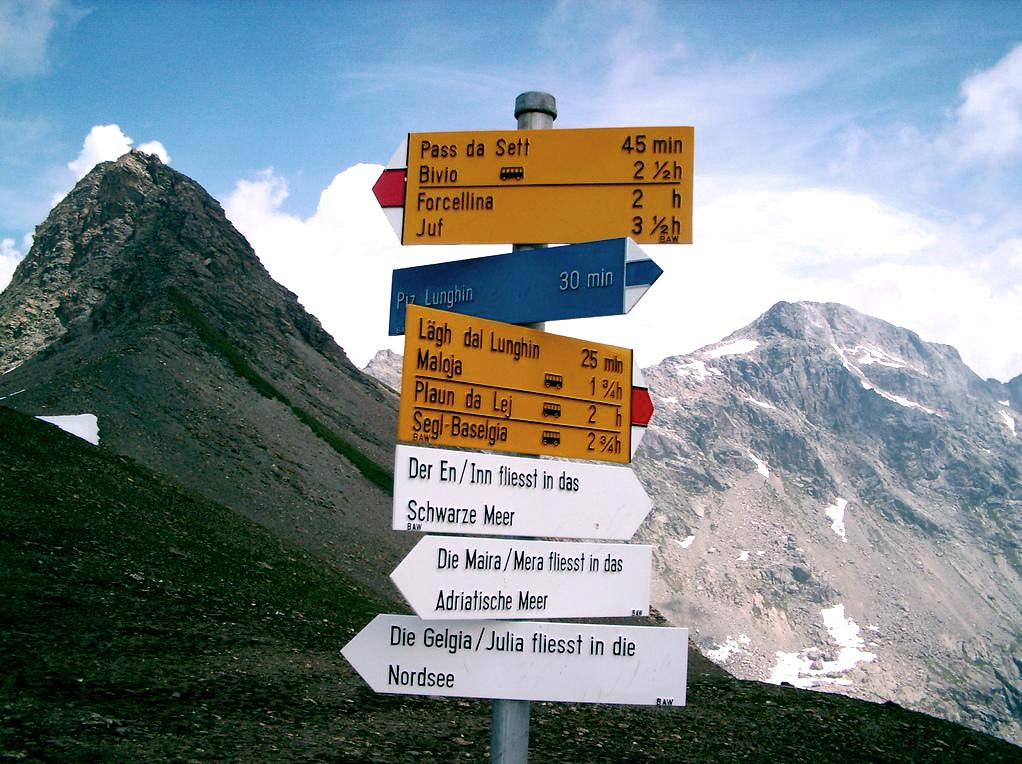
Beschilderung an der Passhöhe, rechts der Piz Grevasalvas

#### Über den Septimerpass
- Ausgangspunkt: Bivio (1769 m), Casaccia (1458 m) oder Juf (2117 m)
- Via: Septimerpass (2310 m)

1. Von Bivio führt ein Fahrweg zum Septimerpass
2. Von Casaccia durch die Val Maroz auf einen schön hergerichteten Weg zum Septimerpass
3. Von Juf durch die Juferalpa über die Forcellina (2672 m) zum Septimerpass

- Schwierigkeit: B, als Wanderwege weiss-rot-weiss markiert
- Zeitaufwand:

1. 3½ Stunden von Bivio
2. 3½ Stunden von Casaccia
3. 4 Stunden von Juf

#### Von Casaccia
- Ausgangspunkt: Casaccia (1458 m)
- Via: Alpascela, zwischen der Motta da Sett und dem Piz dal Sasc
- Schwierigkeit: EB
- Zeitaufwand: 4 Stunden

#### Von Sils
- Ausgangspunkt: Sils Baselgia (1799 m)
- Via: Plaun Grand, Lunghinsee
- Schwierigkeit: B, als Wanderweg weiss-rot-weiss markiert
- Zeitaufwand: 3½ Stunden
- Bemerkung: Abschnitt der nationalen Bergwanderroute, die vom Berninapass herkommend sich über den Pass Lunghin in das Oberhalbstein fortsetzt.

#### Von Maloja
- Ausgangspunkt: Maloja (1809 m)
- Via: Plan di Zoch, Lunghinsee
- Schwierigkeit: B, als Wanderweg weiss-rot-weiss markiert
- Zeitaufwand: 2½ Stunden

### Winterrouten

#### Von Maloja
- Ausgangspunkt: Maloja-Cadlägh (1801 m)
- Via: Plan di Zoch, Lunghinsee
- Expositionen: SO, N
- Schwierigkeit: WS−
- Zeitaufwand: 3 Stunden
- Alternative: Von Plaun da Lej (1799 m) über Grevasalvas und Plaun Grand zum Lunghinsee

#### Von Bivio
- Ausgangspunkt: Bivio (1769 m)
- Via: Tgavretga, Cadval, nordöstlich am Septimerpass vorbei
- Expositionen: NW, N
- Schwierigkeit: L+
- Zeitaufwand: 4 Stunden

## Gipfelziele

### Sommer
- Piz Lunghin (2780,4 m), ½ Stunde, BG, als Alpine Route weiss-blau-weiss markiert
- Piz dal Sasc (2720 m), ½ Stunde, EB
- Piz Grevasalvas (2932 m), 1¼ Stunden, L

### Winter
- Piz Lunghin (2780,4 m), ½ Stunde, WS
- Piz dal Sasc (2733 m), ½ Stunde, L+